# Церковь Святого Дионисия (Гуам)
Церковь Святого Дионисия (англ. San Dionisio Church, или Руины церкви Святого Дионисия (англ. San Dionisio Church Ruins) — памятник истории, расположенный вдоль Второго шоссе, близ деревни Уматак, на острове Гуам. Представляет собой руины церковного здания, которое было построено в 1862 году и разрушено землетрясением 1902 года. Храм был возведён из натурального камня — коралла, смешанного с известковым раствором. Уцелевшие архитектурные элементы, включая контрфорсы, в высоту достигают 4 метров. Руины являются единственной сохранившейся частью комплекса испанского колониального центра, находившегося в этом районе.

## История
Первая деревянная церковь Святого Дионисия была построена католическими миссионерами из ордена иезуитов в 1680—1681 годах. В 1769 году деревянную постройку заменили на каменное здание с крышей из пальмовых листьев. Это здание было разрушено землетрясением 1779 года, восстановлено и опять разрушено землетрясением 1849 года, снова восстановлено и снова разрушено землетрясением 1862 года. Храм опять восстановили, но после разрушений, полученных во время землетрясения 1902 года, его оставили в руинированном состоянии. В 1933 году участок, на котором находились храмовые руины, был куплен у Римско-католической церкви военно-морскими силами США на Гуаме. Новая церковь Святого Дионисия была построена в другом месте католическими миссионерами из ордена капуцинов в 1937—1939 годах. В 1950 году территория с храмовыми руинами перешла в ведение правительства Гуама в соответствии с Гуамским актом.
30 августа 1974 года руины церкви Святого Дионисия были включены в Национальный реестр исторических мест США.